# Izithunzi productum
Espèce
Synonymes
- Drymusa producta Purcell, 1904

Izithunzi productum est une espèce d'araignées aranéomorphes de la famille des Drymusidae.

## Distribution
Cette espèce est endémique du Cap-Occidental en Afrique du Sud,. Elle se rencontre dans les monts Langeberg de Swellendam à Grootvadersbosch.

## Description
Le mâle décrit par Labarque, Pérez-González et Griswold en 2018 mesure 4,95 mm et la femelle 5,65 mm.

## Systématique et taxinomie
Cette espèce a été décrite sous le protonyme Drymusa producta par Purcell en 1904. Elle est placée dans le genre Izithunzi par Labarque, Pérez-González et Griswold en 2018.

## Publication originale
- Purcell, 1904 : « Descriptions of new genera and species of South African spiders. » Transactions of the South African Philosophical Society, vol. 15, p. 115-173 (texte intégral).